# 崇實
崇实（1820年—1876年），字子华、惕盦，一字朴山，别号适斋，完颜氏。内务府满洲镶黄旗人，清朝大臣。

## 生平
麟庆长子。道光三十年（1850年）庚戌科进士，选翰林院庶吉士，散馆授编修。历官左赞善、侍讲、侍讲学士等，出官成都将军。曾任鑲白旗蒙古都統。署盛京将军。同治十二年（1873年）十二月己丑，接替全慶，任刑部滿尚書，卒于任，諡文勤。
崇实工书法，著有《见亭行述》。

## 家庭
- 父麟慶，嘉慶十四年（1809年）己巳恩科进士。
- 胞姊完顏氏妙蓮保，继配嫁内务府正黄旗蒙古、道光三十年（1850年）庚戌科同榜进士伍尧氏來秀（嗣祖父进士诗人法式善）。
- 妻阿哈覺羅氏（胞兄内务府镶黄旗满洲、马兰镇总兵兼总管内务府大臣诚靖公文谦；胞兄文俊，其子世奎娶镶白旗满洲、道光二十年（1840年）庚子科进士彦佳氏敬和之胞侄女）。
- 子嵩申，同治七年（1868年）戊辰科第三甲進士。妻杨佳氏，内务府镶黄旗汉军、道光二十五年乙巳科二甲进士宜振之胞侄女。